# عباس العصفور
عباس العصفور (انگلیسی: Abbas Al-Asfoor؛ زادهٔ ۲ فوریهٔ ۱۹۹۹) بازیکن فوتبال اهل بحرین است.
از باشگاه‌هایی که در آن بازی کرده‌است می‌توان به باشگاه ورزشی الرفاع اشاره کرد.
وی همچنین در تیم‌های ملی فوتبال زیر ۲۳ سال بحرین، و بحرین بازی کرده‌است.